# 张舟
张舟（1954年9月—2006年7月6日），中国河北行唐人。

## 生平
张舟1991年底开始，相继出任新疆巴音郭勒蒙古族自治州副州长、中国共产党州委副书记、书记。1998年，出任新疆自治区政府副主席。2005年6月起担任中国国际贸易促进委员会副会长。2006年7月6日下午，因患忧郁症，在北京家中自杀身亡。